# Újrónafő

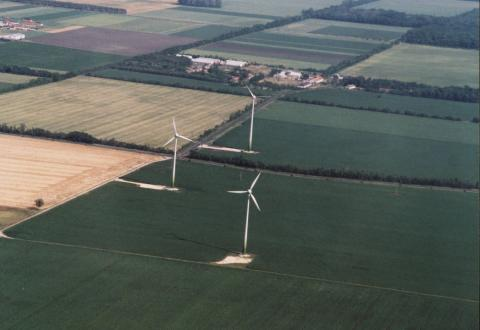
Császárrét major településrész és a mellette magasodó (részben már mosonszolnoki területen álló) szélkerekek; a község központjának nyugati pereme a kép bal felső szélén látható

Újrónafő (németül: Kaiserwiese) község Győr-Moson-Sopron vármegyében, a Mosonmagyaróvári járásban található.

## Fekvése
Az északi-Hanság szélén fekszik, Mosonmagyaróvártól 8 kilométerre délnyugatra. A vármegye egyik legfiatalabb települése. A faluból kivezető út mellett a déli határrész már védett a hansági erdők miatt. Termőföld területét is a ’Hany’ határozza meg. A régi lápterület-becsúszás rossz vízgazdálkodású, hideg, kötött talajú. A kellemes turisztikai látnivalókat kínáló Hanság innen többféle módon is megközelíthető.

### Megközelítése
A település a Rédicset Rajkával összekötő 86-os főút mellett helyezkedik el, központja az abból délkelet felé kiágazó 85 105-ös számú bekötőúton közelíthető meg. Közigazgatási határszélét északon érinti még a 8506-os út is.
Vasútvonal nem érinti, a legközelebbi vasúti csatlakozási lehetőséget a Hegyeshalom–Porpác-vasútvonal Jánossomorja vasútállomása kínálja.

## Története
A település élete szorosan összefonódott a tőle mintegy 6 kilométerre északra fekvő Mosonszolnokéval. Újrónafő története Mosonszolnok 1867. évi tagosításával kezdődött. Határából kihasítottak egy 1600 katasztrális hold területű földdarabot. Ennek neve Rónafőpuszta volt. Első ismert tulajdonosa Gött Gyula volt. A hagyomány szerint az előbbi név alatt alakította ki az itt felépült lakótelepet. A következő tulajdonos Somogyi Dezső nábob aki, 1900-tól 1921-ig felépített itt 10 holdas területen egy barokk stílusú kastélyt. A földszinti nagyterem a versaillesi Kis-Trianon palota nagytermét másolta le. 1942-ben Csizmadia Károly mosonmagyaróvári református lelkész és Veres Péter, az akkor már ismert író hajdúböszörményi családokat telepítettek be a magyarosítás jegyében. Az 1940–41-ben érkezőket részben már elkészült, szép típusházakban helyezték el.
Gazdálkodásukat családonként 20-25 katasztrális hold területű birtokokkal segítették. 1942-re felépült az új iskola és a lakóházak is. A település neve innentől egy ideig Mosonrónafő volt. 1952-ben a presbitérium társegyházat alapított a mosonszentjánosi egyházközséggel. A település neve ekkor lett Újrónafő.
A református közösség templom céljaira megkapta a nagy magtárépületet. Templomuk végül nem lett, hanem az egykori lelkészlakásból alakították ki az imaházukat az 1950-es évek végén.

## Mai élete
1973-tól 1990-ig Mosonszolnokkal közös tanácsot alkotott, annak egyik társközségeként. A rendszerváltás első választásakor nyerte vissza függetlenségét. A falu mezőgazdasági jellegű. Munkavállalóinak nagy része korábban a termelőszövetkezetben vagy a Lajta-Hansági Állami Gazdaságban kereste boldogulását. Ma 15 család mezőgazdasági egyéni vállalkozásból él.
Császárréten, ami a község külterületi településrésze, 60 család él a mezőgazdaságból. A lakosság fennmaradó hányada jellemzően Mosonmagyaróvárra, Mosonszolnokra vagy Jánossomorjára jár dolgozni.

## Közélete

### Polgármesterei
- 1990–1994: Kovács Péterné (független)[4]
- 1994–1998: Kovács Péterné (független)[5]
- 1998–2002: Somosfalvi Ottó Tihamér (független)[6]
- 2002–2006: Kovács Péterné (független)[7]
- 2006–2010: Kertész Attila (független)[8]
- 2010–2014: Kertész Attila (független)[9]
- 2014–2019: Kertész Attila (független)[10]
- 2019–2022: Kertész Attila (független)[11]
- 2022–2024: Tóth Mária (független)[12]
- 2024– : Tóth Mária (független)[1]

A településen 2022. július 24-én időközi polgármester-választást kellett tartani, mert a korábbi polgármester május 1-jei hatállyal lemondott tisztségéről. A tisztségért két független és két pártkötődésű jelölt indult, akik közül a győztes 74 %-ot megközelítő szavazati aránnyal szerzett mandátumot.

## Népesség
A település népességének változása:
| Lakosok száma | 816  | 844  | 836  | 893  | 826  | 847  | 842  |
|               | 2013 | 2014 | 2015 | 2021 | 2022 | 2023 | 2024 |

A 2011-es népszámlálás során a lakosok 77,9%-a magyarnak, 0,6% cigánynak, 5,3% németnek, 0,2% románnak, 0,4% szerbnek, 2% szlováknak mondta magát (20,6% nem nyilatkozott; a kettős identitások miatt a végösszeg nagyobb lehet 100%-nál). A vallási megoszlás a következő volt: római katolikus 31,4%, református 10,5%, evangélikus 11,7%, görögkatolikus 0,6%, felekezeten kívüli 16,9% (36,6% nem nyilatkozott).
2022-ben a lakosság 85,1%-a vallotta magát magyarnak, 3,6% szlováknak, 2,8% németnek, 0,4% cigánynak, 0,2-0,2% románnak, horvátnak, bolgárnak és szerbnek, 0,1-0,1% szlovénnek, görögnek és ukránnak, 1,1% egyéb, nem hazai nemzetiségűnek (11,7% nem nyilatkozott; a kettős identitások miatt a végösszeg nagyobb lehet 100%-nál). Vallásuk szerint 20,9% volt római katolikus, 6,1% református, 0,6% evangélikus, 0,6% görög katolikus, 0,1% ortodox, 1,5% egyéb keresztény, 0,6% egyéb katolikus, 19,9% felekezeten kívüli (49,5% nem válaszolt).

## Nevezetességei

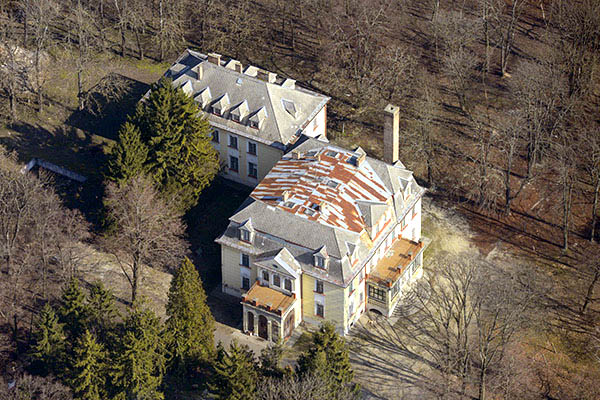
Gött-kastély, légi fotó, 2014

- Gött-kastély (Somogyi-kastély)

Államosítása után sokáig a mosonmagyaróvári Karolina Kórház pulmonológiai intézete (tüdőosztálya) működött az épületben. Miután az intézmény az egészségügyi átszervezések miatt megszűnt, az épület magánkézbe került, felújították.
- Iskolaépület

A Biró Tibor által tervezett – egykor látványosságszámba menő – iskolaépület a régi kisalföldi parasztházak stílusát idézve épült meg.
- Krisztinaberek kiránduló és üdülőhely

Itt épült fel 2020-ban Mészáros Lőrinc luxus vadászháza, amelyhez egy tó is tartozik. A hat hektáros terület közvetlenül a Lajta-Hanság Zrt. tulajdona, amelyet még Simicska Lajos szerzett meg 2012-ben a Kisalföldi Erdőgazdaság Zrt.-től, majd a G-nap után került Mészáros érdekeltségébe.
- Újrónafői szélerőmű
- Római katolikus templom (2014)[21]